# Alfredo Jaar
Pour les articles homonymes, voir Jaar.
Alfredo Jaar ( né le 5 février 1956 à Santiago) est un artiste, architecte, photographe et réalisateur chilien,. Il est principalement connu pour ses installations photographiques.

## Biographie
Alfredo Jaar vit à New York. Il est né en 1956 à Santiago et est le père du musicien Nicolas Jaar. 
Son travail a été montré dans de nombreuses expositions internationales, tel que la Biennale de Venise (1986, 2007), São Paulo (1987, 1989), Istanbul (1995), Kwangju (1995, 2000), Johannesburg (1997), et Séville (2006).

## Expositions
- New Museum of Contemporary Art, New York (1992) ;
- Whitechapel Gallery, Londres (1992) ;
- musée d'art contemporain de Chicago (1992) ;
- Moderna Museet, Stockholm (1994) ;
- Museum of Contemporary Art, Rome (2005) ;
- Fundación Telefónica, Santiago (2006);
- Musée des Beaux Arts, Lausanne (2007);
- South London Gallery en 2008[1],[2] et au MAC(musée d'art contemporain)à Marseille(2015).

## Récompenses et distinctions
- Bourse Guggenheim
- Prix MacArthur
- 2013 : Prix national des Arts plastiques du Chili
- 2020 : Prix international de la Fondation Hasselblad[3]